# Contea di Wheeler (Texas)
La contea di Wheeler (in inglese Wheeler County) è una contea dello Stato del Texas, negli Stati Uniti. La popolazione, al censimento del 2010, era di 5 410 abitanti. Il capoluogo di contea è Wheeler. La contea è stata creata nel 1876 ed organizzata nel 1879. Il suo nome deriva da Royall Tyler Wheeler, giudice supremo della Corte suprema del Texas.

## Geografia
| Anno | Popolazione | ±%     |
| ---- | ----------- | ------ |
| 1880 | 512         | Note:  |
| 1890 | 778         | 52.0%  |
| 1900 | 636         | −18.3% |
| 1910 | 5,258       | 726.7% |
| 1920 | 7,397       | 40.7%  |
| 1930 | 15,555      | 110.3% |
| 1940 | 12,411      | −20.2% |
| 1950 | 10,317      | −16.9% |
| 1960 | 7,947       | −23.0% |
| 1970 | 6,434       | −19.0% |
| 1980 | 7,137       | 10.9%  |
| 1990 | 5,879       | −17.6% |
| 2000 | 5,284       | −10.1% |
| 2010 | 5,410       | 2.4%   |

Secondo l'Ufficio del censimento degli Stati Uniti d'America la contea ha un'area totale di 915 miglia quadrate (2370 km²), di cui 914 miglia quadrate (2367 km²) sono terra, mentre 1,0 miglia quadrate (2,6 km², corrispondenti allo 0,1% del territorio) sono costituiti dall'acqua.

### Strade principali
- Interstate 40
- U.S. Highway 83
- State Highway 152

### Contee adiacenti
- Hemphill County (nord)
- Roger Mills County (nord-est)
- Beckham County (est)
- Collingsworth County (sud)
- Gray County (ovest)
- Donley County (sud-ovest)
- Roberts County (nord-ovest)

## Politica
Il repubblicano Drew Springer, Jr., un uomo d'affari di Muenster (Contea di Cooke), rappresenta dal gennaio 2013 Wheeler County nella Camera dei Rappresentanti del Texas.
Il rappresentante della contea dal 1971 al 1979 è stato il democratico Phil Cates, diventato poi lobbista ad Austin.